# كين ديفيز (رسام)
كين ديفيز (بالإنجليزية: Ken Davies)‏ هو رسام أمريكي، ولد في 1 ديسمبر 1925 في نيو بدفورد في الولايات المتحدة، وتوفي في 24 ديسمبر 2017 في ماديسون في الولايات المتحدة.